# Umbrele strămoșilor uitați (nuvelă)
Umbrele strămoșilor uitați (în ucraineană Тіні забутих предків, transliterat: Tini zabutîh predkiv) este o nuvelă scrisă de Mîhailo Koțiubînskîi în 1911 și publicată pentru prima dată în 1912. Este povestea tragică a lui Ivan și Maricika, doi îndrăgostiți din familii rivale. A fost scrisă de Koțiubînskîi în baza impresiilor sale după o călătorie în Huțulșcina.

## Ilustrații
De-a lungul timpului, nuvela a fost publicată de multe ori la diferite edituri, printre ilustratori numărându-se artiști ucraineni consacrați.
Ediția din 1913 a fost ilustrată de Mîhailo Juk⁠(d), la propunerea lui Koțiubînskîi însuși.
Ilustratoarea principală a ediției din 1929 a fost Olena Kulciîțka⁠(d). Din motive ideologice, unele ilustrații ale sale au fost înlocuite cu fotografii, iar altele cenzurate, inclusiv fizic (din cărți păstrate la bibliotecă au fost decupate imagini). Cele 75 de ilustrații detaliate ale lui Kulciîțka invocă natura și etnografia Huțulșcinei.
În ediția din 1960, editată la „Derjlitvîdav”, ilustrațiile au fost furnizate de Ivan Filonov⁠(d), care le desenase cu trei ani mai devreme.
La editura Dnipro⁠(d) a fost publicată o nouă ediție a nuvelei în 1967, cu ilustrații de Heorhii Iakutovîci⁠(d) Acesta a împărțit opera literară în patru părți conceptuale: copilăria, adolescența (floarea vârstei), rutina maturității și sfârșitul vieții.
Ediția din 1988, de la „Kamenear⁠(d)”, a fost ilustrată de Liubomîr Prîima.
În sfârșit, ediția din 2023, lansată la „Discursus”, conține ilustrații semnate de Dariia Luțîșîna.

## Adaptări

### Balet
În 1960, a fost prezentat baletul „Umbrele strămoșilor uitați⁠(d)”, compus de Vitalii Kîreiko⁠(d), cu libret scris de Natalia Skorulska⁠(d) și Florian Koțiubînskîi⁠(d) (nepotul autorului nuvelei) și în regia Tamarei Ramonova. Premiera a avut loc pe scena Teatrului din Liov⁠(d). În 1963, baletul a fost montat și pe scena Teatrului de operă și balet din Kiev⁠(d), de data aceasta în regia Nataliei Skorulska.
În 1990, studioul Ukrtelefilm⁠(d) a lansat filmul-balet cu același nume, rolurile fiind interpretate de membrii colectivului Teatrului de operă și balet din Kiev.

### Film
Nuvela a fost ecranizată de cineastul sovietic Serghei Paradjanov într-un film omonim lansat în 1964. Rolurile principale au fost jucate de Ivan Mîkolaiciuk, Larîsa Kadocinîkova⁠(d), Tatiana Bestaeva⁠(d) și Spartak Bagașvili⁠(d) Peste hotarele URSS, filmul este cunoscut și sub titlul „Caii de foc”.

### Teatru
În 2014, cu ocazia aniversării a 150 de ani de la nașterea lui Mîhailo Koțiubînskîi, la Vinița s-a desfășurat un proiect literar-artistic intitulat „Turneul unei lucrări”. Acesta a inclus montarea unei piese și prezentarea unei instalații video, ambele bazate pe nuvelă. Spectacolul teatral a cuprins atât fragmente din nuvela propriu-zisă, cât și crâmpei ale procesului de creație a acesteia.

### Radio
La 4 martie 2022, France Culture a difuzat episodul 5 din seria Veillée pour l'Ukraine („Atenție la Ucraina”), în care s-a lecturat nuvela, în traducerea lui Jean-Claude Marcadé⁠(d) și cu vocile lui Juliette Binoche, Isabelle Huppert, Pierre Arditi⁠(d), Laurent Gaudé⁠(d), Laurent Lafitte⁠(d) și Emmanuelle Béart.

## Rol în cultură
Pictorița ucraineană Katerîna Kosianenko⁠(d) a publicat în 2001-2002 o serie de tablouri intitulată „Umbrele strămoșilor uitați”, fiind inspirată de nuvelă și ecranizarea acesteia.
Formația folk americană „A Hawk and a Hacksaw⁠(d)” a lansat un album-concept intitulat „You have Already Gone to the Other World”, cu subtitlul „Music inspired by Paradjanov’s Shadows of Forgotten Ancestors” (din engleză „Muzică inspirată de Umbrele strămoșilor uitați a lui Paradjanov”). Albumul a fost compus drept „coloană sonoră alternativă” a ecranizării.
În 2022, cântăreața ucraineană Alina Pash⁠(d) a câștigat preselecția națională la Concursul muzical Eurovision cu cântecul „Shadows of Forgotten Ancestors⁠(d)” („Umbrele strămoșilor uitați”), compus pe motivele nuvelei. În cele din urmă, s-a retras din cauza acuzațiilor că ar fi evoluat în fața publicului rusesc după anexarea Crimeii din 2014.